# Rimae Hypatia
Le Rimae Hypatia sono una struttura geologica della superficie della Luna.